# Alfred Leibner
Alfred Leibner (* 16. März 1922 in Chemnitz; † 5. Januar 1997) war ein deutscher Militärstaatsanwalt, der von 1960 bis 1966, sowie von 1967 bis 1987 als Militäroberstaatsanwalt der DDR fungierte.

## Leben und Wirken
Alfred Leibner wurde am 16. März 1922 als Sohn eines Arbeiters geboren. Nach dem Besuch der Volks- und Berufsschule begann Leibner eine Lehre als Maurer, die er in weiterer Folge auch erfolgreich abschloss und kurzzeitig in diesem Beruf tätig war. Zudem war er beruflich auch als Eisenflechter im Einsatz. 1941 trat er in den Reichsarbeitsdienst (RAD) der Wehrmacht und war unter anderem von 1944 bis 1948 in sowjetischer Kriegsgefangenschaft. 1948 kehrte er nach Deutschland zurück, wo er der Sozialistischen Einheitspartei Deutschlands (SED) beitrat und von 1949 bis 1950 als Krankenpfleger und von 1950 bis 1951 als Schulungsleiter bei der Handelsorganisation (HO) tätig war. Danach besuchte er von 1951 bis 1953 die Arbeiter-und-Bauern-Fakultät (ABF), an der er seine Abitur nachholte, ehe er einen Volksrichterlehrgang an der Hochschule für Justiz in Bad Schandau besuchte. Ab 1953 arbeitete er als Assistent des Ersten Juristenlehrgangs an der Hochschule für Offiziere in Dresden und war danach im Jahre 1954 Untersuchungsführer beim Untersuchungsbüro Berlin.
Daraufhin gehörte er von 1954 bis 1960 dem Kommando Luftstreitkräfte / Luftverteidigung der Nationalen Volksarmee bzw. bereits in der Zeit vor der offiziellen Gründung der Nationalen Volksarmee als Staatsanwalt an. In der Zeit von 1955 bis 1958 belegte er ein Fernstudium der Rechtswissenschaft an der ASR Potsdam und schloss dieses als Diplom-Jurist ab. Im Jahre 1960 löste er Alfred Schille als Militäroberstaatsanwalt der DDR ab und stieg am 7. Oktober 1963 in den Rang eines Obersts auf. Einen Anfang 1961 eingebrachten Vorschlag des damaligen Stellvertreters des Generalstaatsanwaltes der DDR, Leibner vorzeitig zum Oberst zu befördern, lehnte der damalige Verteidigungsminister Heinz Hoffmann ab. Mit ein Grund soll die Inhaftierung des Kochs des Verteidigungsministers gewesen sein. Außerdem soll sich Leibner nicht dem Druck der Generale, die vorschlugen dem Delinquenten nur eine Bewährungsstrafe zu geben, gebeugt haben. Des Weiteren war Leibner erst am 7. Oktober 1960 vorfristig zum Oberstleutnant befördert worden.
Bis 1966 als Militäroberstaatsanwalt im Amt wurde er durch Fritz Strauch abgelöst und war bis 1967 als Offiziershörer an der Militärakademie „Friedrich Engels“ in Dresden stationiert. Danach übernahm er im Jahre 1967 ein weiteres Mal die Militäroberstaatsanwaltschaft und behielt diese Position bis 1987 inne. Von der Stasi, die bereits seit 1960 versuchte Material gegen ihn zu sammeln, da er laufend bei den Generalen aneckte und sich auch mit der Stasi selbst anlegte, wurde er als „überheblich“ bezeichnet. 1971 erreichte er den Rang eines Generalmajors und 1981 den Rang eines Generalleutnants. Im letztgenannten Jahr wurde er zudem Stellvertreter des Generalstaatsanwalts der DDR Josef Streit. 1982 mit dem Vaterländischen Verdienstorden geehrt, wurde Leibner im Jahre 1986, als auch Josef Streit in den Ruhestand ging, aus dem aktiven Wehrdienst entlassen. Sein Nachfolger wurde Ernst Girke (* 1930), der ebenfalls seit den 1950er Jahren in der Militärjustiz tätig und seit 1971 einer der Stellvertreter Leibners war.
1994/95 war Leibner Mitangeklagter beim sogenannten Kollegium-Prozess, einem der von 1991 bis 2004 stattgefundenen Mauerschützenprozessen. Das Verfahren gegen Leibner, sowie fünf der zehn Mitangeklagten wurde alters- und/oder krankheitsbedingt eingestellt. Leibner selbst hatte zu diesem Zeitpunkt bereits seit Jahren keinen Magen mehr und war von einer Blasenkrebserkrankung schwer gezeichnet. Die Verhandlungen mussten seinetwegen zumeist alle 60 Minuten unterbrochen werden, damit Leibner Nahrung zu sich nehmen konnte. Die restlichen vier Angeklagten erhielten Strafen bis maximal drei Jahren und drei Monaten. Am 5. Januar 1997 starb Leibner 74-jährig an den Folgen seiner Erkrankung.